# Torneio Rio-São Paulo 1957
Das Torneio Rio-São Paulo 1957 war die neunte Austragung des Torneio Rio-São Paulo, eines Fußballpokalwettbewerbs in Brasilien. Er wurde vom 24. April bis 6. Juni 1957 ausgetragen. Der offizielle Name des Turniers war Torneio Roberto Gomes Pedrosa.

## Modus
Alle Klubs traten nur einmal gegeneinander an. Der punktbeste Klub wurde Turniersieger.

## Teilnehmer
| Teilnehmer Rio de Janeiro | Teilnehmer São Paulo               |
| ------------------------- | ---------------------------------- |
| America FC (RJ)           | SC Corinthians                     |
| Botafogo FR               | SE Palmeiras                       |
| CR Flamengo               | Associação Portuguesa de Desportos |
| Fluminense FC             | FC Santos                          |
| CR Vasco da Gama          | FC São Paulo                       |

## Tabelle
| Pl. | Verein                             | Sp. | S | U | N | Tore    | Diff. | Punkte |
| --- | ---------------------------------- | --- | - | - | - | ------- | ----- | ------ |
| 1.  | Fluminense FC                      | 9   | 7 | 2 | 0 | 023:110 | +12   | 16     |
| 2.  | CR Vasco da Gama                   | 9   | 5 | 1 | 3 | 017:140 | +3    | 11     |
| 3.  | CR Flamengo                        | 9   | 5 | 1 | 3 | 019:110 | +8    | 11     |
| 4.  | FC Santos                          | 9   | 4 | 2 | 3 | 022:160 | +6    | 10     |
| 5.  | Associação Portuguesa de Desportos | 9   | 4 | 1 | 4 | 021:210 | ±0    | 09     |
| 6.  | Botafogo FR                        | 9   | 3 | 3 | 3 | 016:190 | −3    | 09     |
| 7.  | FC São Paulo                       | 9   | 3 | 2 | 4 | 014:120 | +2    | 08     |
| 8.  | SE Palmeiras                       | 9   | 1 | 4 | 4 | 014:220 | −8    | 06     |
| 9.  | SC Corinthians                     | 9   | 1 | 4 | 4 | 010:200 | −10   | 06     |
| 10. | America FC (RJ)                    | 9   | 2 | 0 | 7 | 010:200 | −10   | 04     |

## Kreuztabelle
| 1957        | America | Botafogo | SC Corinthians | Flamengo | Fluminense | Palmeiras | Portuguesa | Santos | São Paulo | Vasco |
| ----------- | ------- | -------- | -------------- | -------- | ---------- | --------- | ---------- | ------ | --------- | ----- |
| America     | –       |          | 4:1            |          |            |           | 1:2        | 0:4    |           |       |
| Botafogo    | 3:1     | –        |                |          |            |           | 2:0        |        | 1:0       |       |
| Corinthians |         | 1:1      | –              |          |            |           |            |        |           |       |
| Flamengo    | 1:0     | 4:1      | 0:4            | –        |            | 3:2       | 1:1        | 4:0    |           |       |
| Fluminense  | 1:0     | 3:3      | 3:2            | 2:1      | –          | 5:1       |            |        | 2:1       | 2:0   |
| Palmeiras   | 2:3     | 2:2      | 1:1            |          |            | –         | 4:3        |        |           | 1:1   |
| Portuguesa  |         |          | 5:2            |          | 1:3        |           | –          | 4:2    | 3:1       | 2:5   |
| Santos      |         | 5:1      | 1:1            |          | 2:2        | 3:0       |            | –      | 3:1       | 2:3   |
| São Paulo   | 3:1     |          | 0:0            | 4:1      |            | 1:1       |            |        | –         |       |
| Vasco       | 3:0     | 3:2      | 1:2            | 1:0      |            |           |            |        | 0:3       | –     |

## Die Meistermannschaft
| 1. Titel | Fluminense FC |

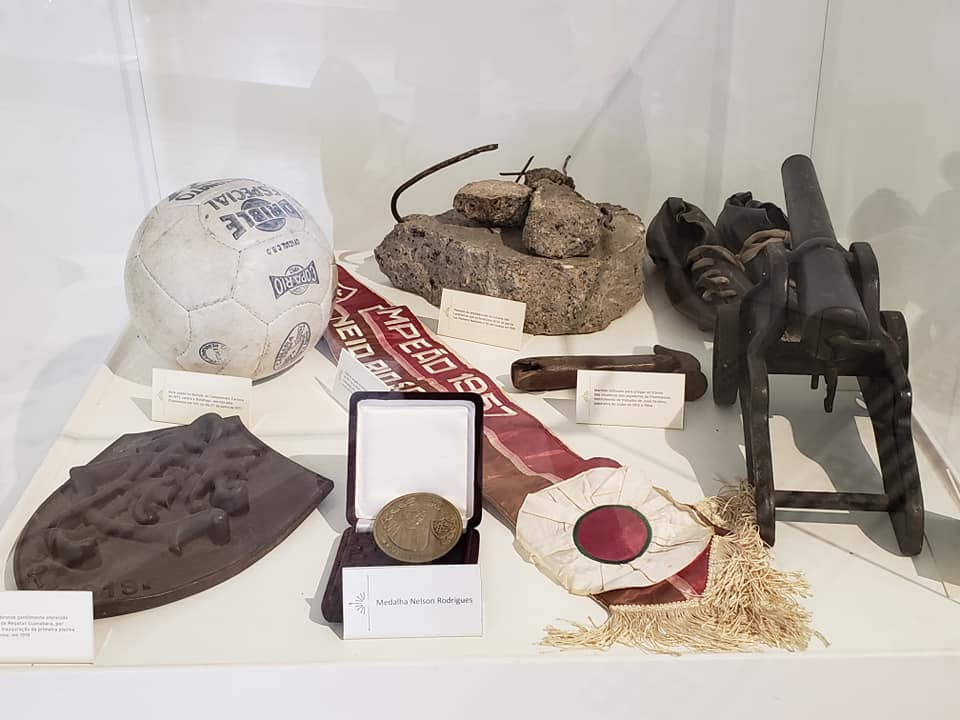
Sammlung von Objekten zum Turnier aus einer Ausstellung bei Fluminense

|          | - Tor: Alberto, Castilho - Abwehr: Davi Ferreira, Clóvis, Dary, Pinheiro - Mittelfeld: Jair Santana, Breno Mello, Écio Capovilla, Jair Marinho, Emílson Peçanha - Angriff: Telê Santana, Escurinho, Robson, Jair Francisco, Waldo, Almir, Genivaldo, Léo Briglia, Elias, Romeu Gibim, Alecir França, Djair Mazzoni - Trainer: Sylvio Pirillo |

## Torschützenliste
| Pl. | Nat.        | Spieler        | Klub                               | Tore |
| --- | ----------- | -------------- | ---------------------------------- | ---- |
| 1   | Brasilianer | Waldo          | Fluminense FC                      | 13   |
| 2   | Brasilianer | Mazzola        | SE Palmeiras                       | 7    |
| 3   | Brasilianer | Pinga          | CR Vasco da Gama                   | 6    |
|     | Brasilianer | Paulo Valentim | Botafogo FR                        | 6    |
|     | Brasilianer | Zezinho        | Associação Portuguesa de Desportos | 6    |